# 20-мм винтовка Anzio
Anzio 20mm — американская крупнокалиберная винтовка, разработанная и продаваемая компанией Anzio Iron Works.
Это первая за более чем 80 лет американская крупнокалиберная винтовка, разработанная и серийно производимая для публичной продажи с диаметром ствола более 0,50 калибра. Винтовки доступны в трёх калибрах, причём преобладающим патроном винтовки является 20 мм Vulcan.

## Описание
Общая длина винтовки составляет 2,5 метра. Принцип работы — продольно-скользящий затвор. Использует отъёмный коробчатый магазин на три патрона. Ствол имеет длину 1,2 м и дульную часть с резьбой для установки дульного тормоза или глушителя.

## Мощность
20-мм патрон, выпущенный из винтовки Анцио имеет дульную энергию 65.000 Дж, что почти в четыре раза превышает энергию патрона .50 BMG, выпущенного из сопоставимой винтовки, что составляет около 16.500 Дж. Патрон .600 Nitro Express, второй по мощности охотничий патрон, имеет около 11.100 Дж. Это делает винтовку Anzio в 5,85 раза мощнее винтовки под патрон .600 Nitro Express.

## Оператор
- США: Федеральное бюро расследований купила две винтовки Anzio в 2009 году.[4][5]

### До1945 г.
- Lahti-39
- Solothurn S18-100
- Boys
- ПТРД
- ПТРС
- Mauser T-Gewehr

### После 1945 г.
- Араш
- NTW-20
- Истиглал
- RT-20